# Peter E. Hodgson
Peter E. Hodgson (Londra, 27 novembre 1928 – Londra, 8 dicembre 2008) è stato un fisico britannico.
Di religione cattolica romana, scrisse di filosofia della fisica e di questioni sociali.

## Biografia
Dopo aver conseguito nel 1948 il B.sc in fisica all'Imperial College di Londra, iniziò la ricerca sperimentale sotto la direzione di George Paget Thomson, divenendo uno dei primi scienziati a identificare il mesone K, il suo decadimento in tre pioni e a fornire la stima della sua massa più accurata all'epoca. Per queste scoperte, nel 1951 gli fu conferito il dottorato e, nel 1960, l'Università di Londra lo insignì del titolo di Doctor of Science.
Con la supervisione del matematico australiano Harrie Massey (1928-2008), Hodgson si applicò alla ricerca nel campo della fisica nucleare presso l'University College di Londra, in particolare allo studio della dispersione dei neutroni emessi da alfa particelle. Le sue ricerche attrassero l'interesse di Rudolf Peierls e di Denys Wilkinson, che nel 1958 lo invitarono a Oxford, dove fu nominato direttore del gruppo di fisica teorica nucleare, e fino al suo pensionamento, docente di fisica nucleare e membro del Corpus Christi College.
Dal 1952 al 1959 fu eletto nel direttivo dell'associazione degli scienziati nuclearisti britannici, e, dal '53 al '55, firmò una serie di articoli nella relativa rivista ufficiale.

Hodgson fu attivamente coinvolto nell'analisi dell'impatto della scienza sulla società e dei conseguenti obblighi morali e etici degli scienziati. Collaborò a stretto contatto con la John Templeton Foundation, la Newman Society e altre organizzazioni filantropiche impegnate al fine nel promuovere l'integrazione fra scienza e fede.
Negli anni successivi fu nominato presidente del comitato editoriale scientifico del movimento cattolico Pax Romana, per il quale curò il bollettino ufficiale, contribuendo direttamente con articoli e recensioni di libri. Divenuto consulente del Pontificio Consiglio per la Cultura (fondato nel 1982), incoraggiò gli scienziati cattolici, sia laici che ordinati, a integrare i loro lavori accademici con le proprie convinzioni religiose, divulgando i risultati da essi prodotti. Inoltre, ribadì ripetutamente la necessità che la Chiesa restasse scrupolosa e professionale in merito a qualsiasi raccomandazione o commento indirizzati al mondo della scienza.